# کارخانه سالامبورسازی تبریز
کارخانه سالامبورسازی تبریز مربوط به دوره پهلوی است و در تبریز، خیابان آزادی، کوچه فیروز واقع شده و این اثر در تاریخ ۷ مهر ۱۳۸۱ با شمارهٔ ثبت ۶۱۷۲ به‌عنوان یکی از آثار ملی ایران به ثبت رسیده‌است.